# Ptychogaster effusus
Ptychogaster effusus är en svampart som beskrevs av Pat. 1888. Ptychogaster effusus ingår i släktet Ptychogaster och familjen Fomitopsidaceae.   Inga underarter finns listade i Catalogue of Life.